# بالون (الأردين)
بالون هي بلدية فرنسية تقع في إقليم الأردين في منطقة غراند إيست.

## الأماكن والمعالم الأثرية

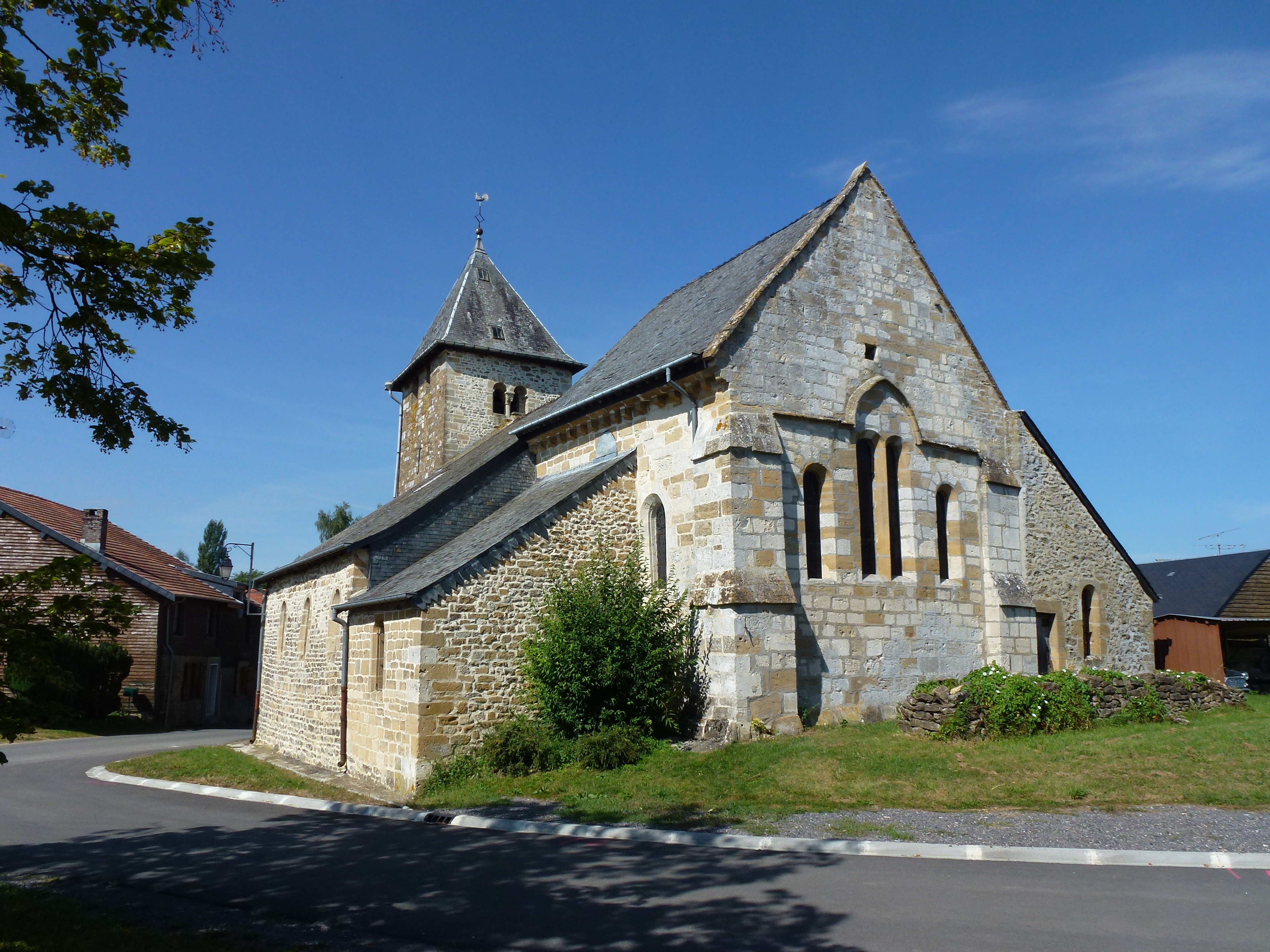
منظر عالمي لكنيسة سان ريمي.
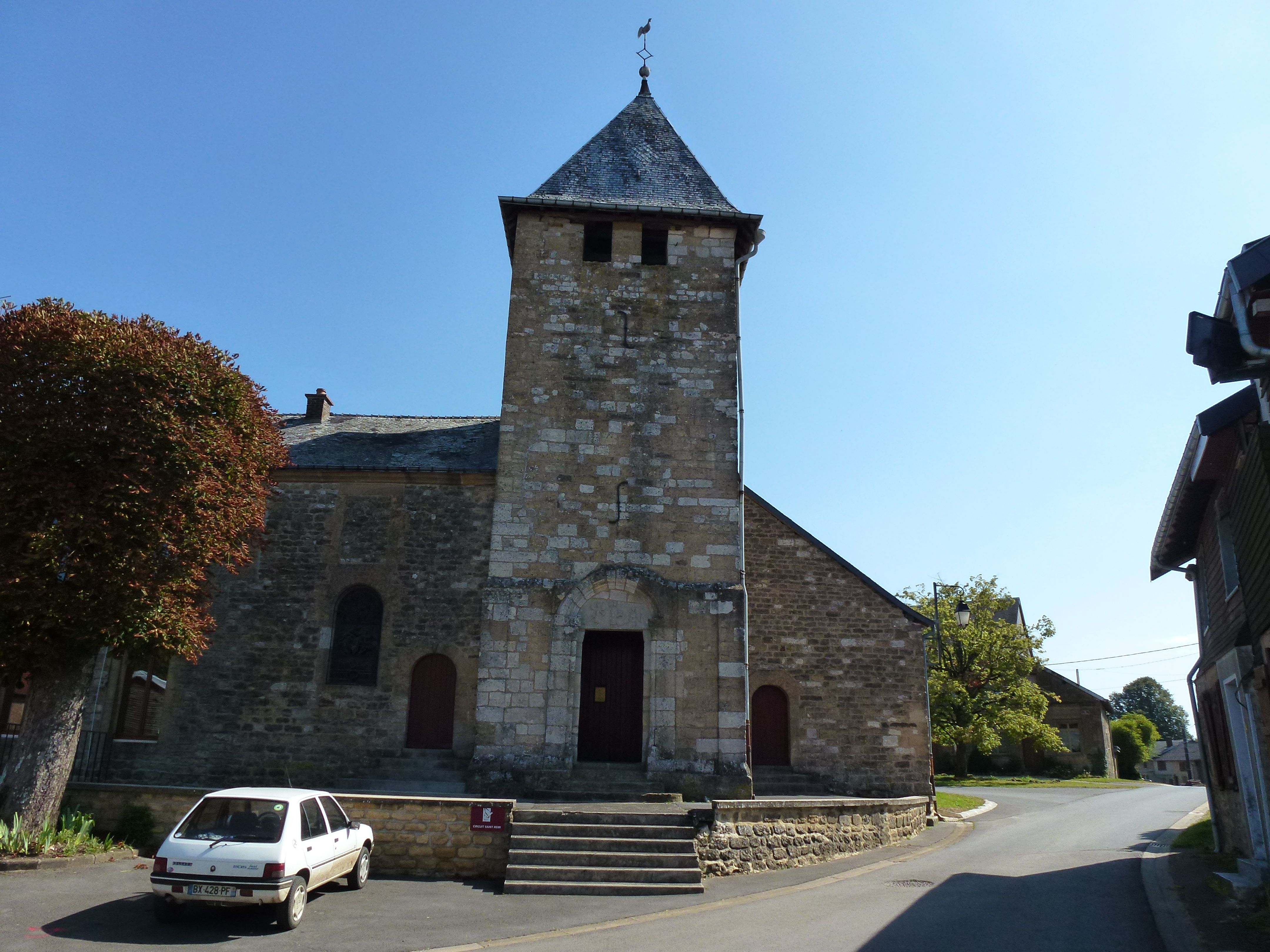
واجهة الكنيسة.
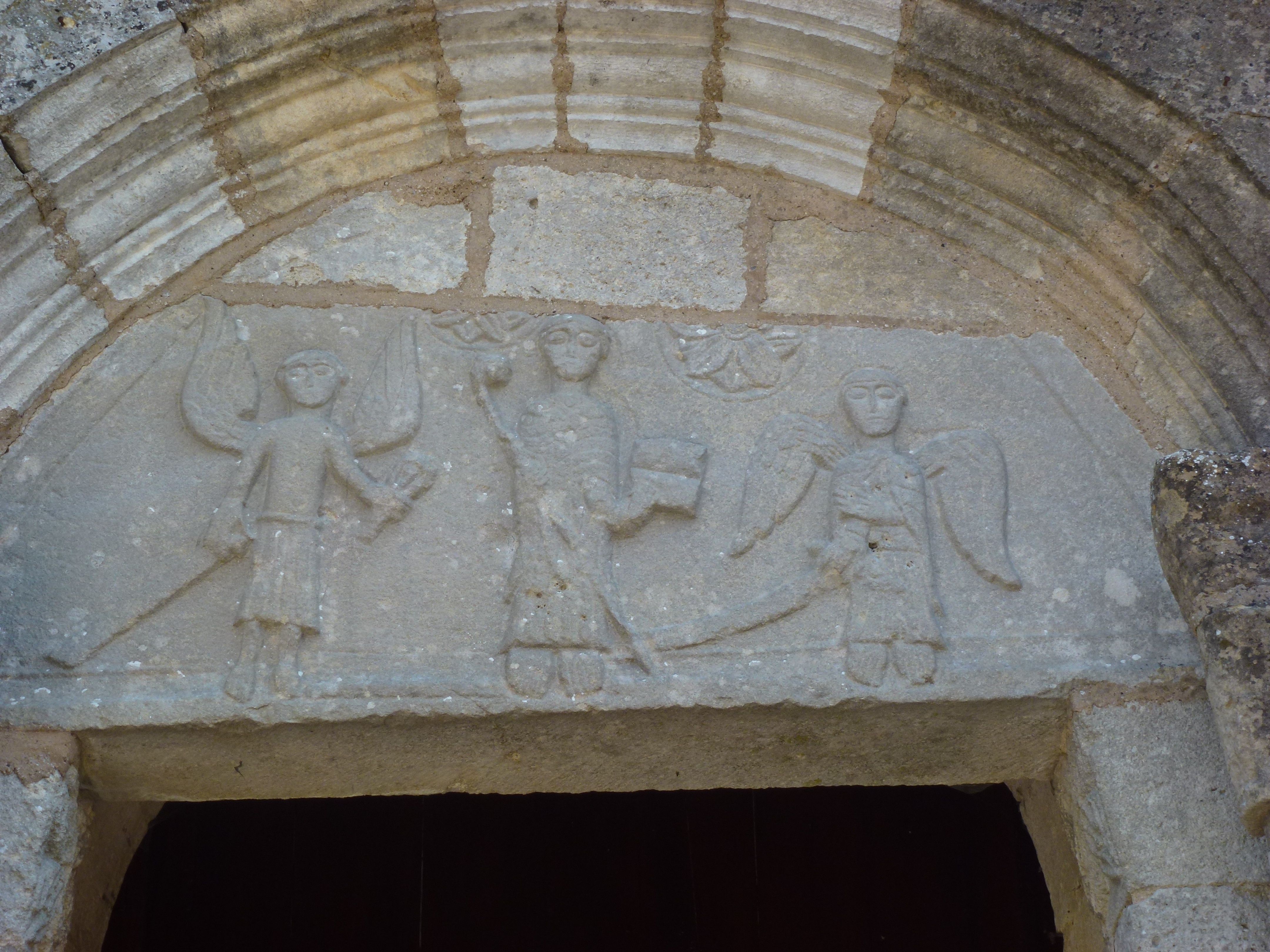
الكنيسة.